# Myotis martiniquensis
Myotis martiniquensis är en fladdermusart som beskrevs av Laval 1973. Myotis martiniquensis ingår i släktet Myotis och familjen läderlappar. IUCN kategoriserar arten globalt som nära hotad; främsta skälet är habitatförlust till följd av turistindustrin.

## Taxonomi
Det råder viss oenighet angående artens taxonomiska indelning. Catalogue of Life listar två underarter:
- Myotis martiniquensis martiniquensis LaVal, 1973
- Myotis martiniquensis nyctor LaVal & Schwartz, 1975

IUCN hävdar emellertid att den senare (M. m. nyctor) bör betraktas som en egen art.

## Utbredning och ekologi
Denna fladdermus förekommer på Martinique och på några andra öar i Västindien. Den lever troligen i alla habitat som finns på öarna och vilar i grottor. Arten jagar insekter. Den är främst aktiv under de första två timmarna efter solnedgången.